# Evi Mittermaier
Evi Mittermaier (Monaco di Baviera, 16 febbraio 1953) è un'ex sciatrice alpina tedesca che gareggiò per la nazionale tedesca occidentale.

## Biografia
Evi Mittermaier, originaria di Reit im Winkl e sorella di Heidi e Rosi, è zia di Felix Neureuther, a loro volta sciatori alpini.

### Carriera sciistica
Specialista delle prove veloci, fu uno dei punti di forza della nazionale femminile di sci alpino tedesca occidentale degli anni 1970; ottenne il primo piazzamento internazionale il 7 febbraio 1974 ai Mondiali di Sankt Moritz 1974, concludendo 14ª nella discesa libera. Il 24 gennaio dell'anno seguente ottenne nella medesima specialità il primo piazzamento in Coppa del Mondo, con il 7º posto ottenuto a Innsbruck, mentre il 16 dicembre colse il primo successo nel circuito, nonché primo podio, sull'Olimpia delle Tofane di Cortina d'Ampezzo sempre in discesa libera: fu la prima vittoria di un'atleta tedesca in Coppa del Mondo nella specialità. Ai XII Giochi olimpici invernali di Innsbruck 1976, sua prima presenza olimpica, si classificò 13ª nella discesa libera e 8ª nello slalom gigante.
Nel 1978 conquistò il secondo e ultimo successo in Coppa del Mondo, a Bad Gastein il 18 gennaio in discesa libera; ai successivi Mondiali di Garmisch-Partenkirchen 1978 concluse al 6º posto nella discesa libera e in quella stessa stagione 1977-1978 in Coppa Europa ottenne il 3º posto nella classifica della medesima specialità. In Coppa del Mondo ottenne in discesa libera l'ultimo podio a Les Diablerets il 12 gennaio 1979, arrivando 2ª dietro all'austriaca Annemarie Moser-Pröll, e l'ultimo piazzamento il 7 gennaio 1980 a Pfronten (7ª), mentre il suo ultimo piazzamento in carriera fu il 17º posto ottenuto nella discesa libera dei XIII Giochi olimpici invernali di Lake Placid 1980, disputata il 17 febbraio.

### Altre attività
Dopo il ritiro divenne delegata tecnica presso la Federazione internazionale sci, allenatrice di sci alpino e addetta stampa della federazione sciistica del Chiemgau; nel 2008 pubblicò un disco, Weihnachten, assieme alla sorella Rosi e al cognato Christian Neureuther.

## Palmarès

### Coppa del Mondo
- Miglior piazzamento in classifica generale: 11ª nel 1977
- 9 podi (tutti in discesa libera):
  - 2 vittorie
  - 6 secondi posti
  - 1 terzo posto

#### Coppa del Mondo - vittorie
| Data             | Località          | Paese   | Specialità |
| ---------------- | ----------------- | ------- | ---------- |
| 16 dicembre 1975 | Cortina d'Ampezzo | Italia  | DH         |
| 18 gennaio 1978  | Bad Gastein       | Austria | DH         |

Legenda:

DH = discesa libera

### Campionati tedeschi
- 1 oro (discesa libera nel 1976)[1][3]